# Karl-Friedrich Schweickhard
Karl-Friedrich Schweickhard (* 18. Juni 1883 in Karlsruhe; † 5. Juli 1968 in Königsfeld-Sommerzell) war ein deutscher General der Flieger der Luftwaffe.

## Leben
Schweickhard war der Sohn des Geheimen Oberforstrats Friedrich Schweickhard und seiner Frau Emilie, geborene Salzer. Nach seiner Schulzeit trat er zum 1. Oktober 1902 als Einjährig-Freiwilliger in das 5. Badische Infanterie-Regiment Nr. 113 der Preußischen Armee ein und avancierte Ende Januar 1904 zum Leutnant. Am 27. Januar 1912 zum Oberleutnant befördert, absolvierte er von Juni bis August 1912 in Elsenborn und Straßburg eine Ausbildung zum Flugzeugbeobachter. Die Ausbildung zum Flugzeugführer absolvierte er vom 1. Juli 1913 und erhielt am 4. Dezember 1913 seine Zulassung zum Flugzeugführer. Zum 31. Juli 1914 wurde er zur Fliegertruppe versetzt und wurde Flugzeugführer in der Feldfliegerabteilung 20.
Für seine Leistungen zu Beginn des Ersten Weltkriegs wurde er bereits am 15. September 1914 mit dem Eisernen Kreuz II. Klasse und am 3. Oktober 1914 mit dem Ritterkreuz II. Klasse des Ordens vom Zähringer Löwen mit Schwertern ausgezeichnet. Ab dem 8. November 1914 wechselte er mit seiner Beförderung zum Hauptmann zum Flugpark der Heeresgruppe Woyrsch. Am 27. Juli 1915 wurde er Führer der Feldfliegerabteilung 11, dort wurde ihm am 6. Oktober 1915 das Eiserne Kreuz I. Klasse verliehen. Drei Monate später wechselte er am 27. Oktober in die Feldfliegerabteilung 22, wo er am 4. März 1916 mit dem Mecklenburgischen Militärverdienstkreuz II. Klasse und am 14. Juni 1916 mit dem Ritterkreuz des Militär-Karl-Friedrich-Verdienstordens ausgezeichnet wurde. Zum 11. Juli 1916 wurde er zur Inspektion der Fliegertruppen (IdFlieg) versetzt, wo er zunächst Ausbildungsoffizier bei der Fliegerersatz-Abteilung 9, ab dem 1. September dann Abteilungschef bei der IdFlieg war. Am 30. Oktober 1916 heiratete er in Freiburg im Breisgau Grete Waltz. Zum 30. Januar 1917 erfolgte seine Ernennung zum Gruppenführer der Flieger. Am 18. Oktober 1917 wurde er mit dem Ritterkreuz des Königlichen Hausordens von Hohenzollern mit Schwertern ausgezeichnet.
Nach dem Krieg wurde Schweickhard am 19. Februar 1919 Kompanieführer der 11. Kompanie im Infanterie-Regiments 113 und am 26. März zum Reichswehr-Schützen-Bataillon 5 kommandiert. Zum 1. Oktober des Folgejahres wurde er Kompanieführer der 16. Kompanie des Reichswehr-Infanterie-Regiments 113, zum Januar 1921 Kompaniechef der 16. Kompanie des 14. (Badisches) Infanterie-Regiment. Am 1. September 1923 wechselte er in gleicher Funktion zur 6. Kompanie des 15. Infanterie-Regiments. Am 1. Januar 1926 zum Major befördert, wurde er am 1. Februar 1929 zum Kommandeur des I. Bataillons in seinem Regiment ernannt und als solcher am 1. November 1930 zum Oberstleutnant befördert. Am 1. April 1931 erfolgte seine Versetzung zum Stab des 13. (Württembergisches) Infanterie-Regiments. Am 1. März 1933 wurde er Adjutant im Stab des Gruppenkommandos I sowie im Folgemonat zum Oberst befördert.
Am 28. Februar 1934 wechselte er vom Heer zur Luftwaffe in das Luftkreiskommando III und wurde am 1. April 1934 zum Generalmajor befördert. Am 1. April des Folgejahres übernahm er den Befehl über das Luftkreiskommando I. Zum 2. Oktober 1936 erfolgte seine Beförderung zum Generalleutnant. Ab dem 1. Januar 1938 führte er bis zu dessen Auflösung den Luftwaffenbund. Am 1. April 1938 wurde er Chef des Sonderstabes „W“, dort erhielt er zum 1. Juni 1938 den Rang eines Generals der Flieger. Am 4. Mai 1939 wurde ihm der Spanische Militärverdienstorden III. Klasse und am 6. Juni 1939 das Spanienkreuz in Silber verliehen. Zum 30. September 1939 erfolgte seine Entlassung aus dem aktiven Wehrdienst.
Am Folgetag erneut einberufen, war er für den Reichsminister für Luftfahrt und den Chef des Ausbildungswesens tätig. Ab dem 20. Mai 1940 war er darüber hinaus Offizierrichter am Reichskriegsgericht. Am 31. Oktober des gleichen Jahres wurde er erneut aus dem aktiven Wehrdienst entlassen und wechselte in die Führerreserve, aus der er auf eigenen Antrag am 31. Juli 1942 entlassen wurde.